# Cerkev sv. Duha, Heidelberg
Cerkev sv. Duha je največja in najpomembnejša cerkev v Heidelbergu, v Nemčiji. Stoji na trgu v starem delu mesta, nedaleč od gradu Heidelberg. Njen zvonik vlada, skupaj z osmerokotnim zvonikom gradu, nad mestom. Zgrajena iz rdečega peščenjaka iz doline Neckar, je gotska dvoranska cerkev z baročno streho in baročnim zvonikom ter velja za »edinstven spomenik visoke umetniške kakovosti«.
Cerkev je bila zgrajena v letih 1398-1515 in je bila načrtovana kot grobnica volilnih knezov Palatina in kot predstavnik Božje hiše rezidenčnega mesta. V devetletni vojni je bilo uničenih večina knežjih grobov, tako da je danes v cerkvi le grob graditelja kora, volilnega kneza Ruperta III. oziroma Ruperta I. nemškega kralja. Cerkev Svetega Duha je znana tudi kot nekdanja mestna Bibliotheca Palatina (Knjižnica Palatina, Heidelberg) in zato tesno povezana z versko zgodovino Heidelberga. Od 1706-1936 je bila cerkev deljena s predelno steno v dva dela. Ladja je imela protestantski in katoliški kor. Od leta 1936 je celotna cerkev pripadla Evangeličanski cerkvi iz Badna.

## Zgodovina
Cerkev Svetega Duha je bila prvotno podrejena cerkvi sv. Petra kot kapela. Volilni knez Rupert III. je dosegel v zvezi z ustanovitvijo univerze pri papežu, da je cerkev Svetega Duha oprostil odvisnosti od svetega Petra in jo povzdignil v samostojno cerkev. Različne beneficije, prvotno sprejete v drugih cerkvah, so bile prenesene na cerkev Svetega Duha in je služila za financiranje mlade univerze. Profesorji do bili tudi kanoniki cerkve Svetega Duha. Ustanovitev kolegijskega samostana je bila končana leta 1413. Hkrati je cerkev Svetega Duha služila kot župnijska cerkev za staro mesto, medtem ko je sveti Peter služil kot župnijska cerkev za novo mesto (po širitvi mesta leta 1392). Volilni knez Ottheinrich je po prevzemu položaja, prenesel beneficije na univerzo in cerkev Svetega Duha je postala protestantska cerkev.

### Arhitekturna zgodovina
Cerkev v Heidelbergu, posvečena Svetemu Duhu, je bila prvič omenjena leta 1239 v listini samostana Schönau. Druga omemba je sledila v letih 1353 in 1358.
Leta 1239 je nastala pozno romanska bazilika, od katere so leta 1936 izkopali apsido. Verjetno že okoli 1300 (1278-1288) je bila predelana v triladijsko pozno romansko ali že gotsko cerkev. Ta cerkev je bila pol tako dolga kot današnja, kar je dokumentirano z izkopavanji v letih 1886 in 1936-1942. Razlog za to spremembo je bil verjetno požar ali poplava.
Volilni knez Rupert III. je zgradil velik in svetel kor namesto nekdanjega iz 1398. Ker je Heidelberg pod vladavino Ruperta I. izpodrinil stare centre Bacharach, Alzey in Neustadt in postal edina rezidenca Palatina, naj bi glede na status dobil veliko in reprezentativno cerkev, v prihodnosti tudi grob volilnih knezov. Ta reprezentativna funkcija je postala še bolj pomembna, saj je Rupert III. postal nemški kralj in kor v cerkvi naj bi bil nekoč grob kralja. Kor je bil verjetno že leta 1410 na pogrebu Ruperta III. zaključen.
Prvotno gradnja nove ladje ni bila predvidena. Kombinacijo visokega, veličastnega kora s starejšo in manjšo ladjo je še vedno mogoče najti v cerkvi Sebald v Nürnbergu. Volilni knez Ludvik III. je nato začel z gradnjo nove ladje, ki je bila končana leta 1441 in tako visoka kot kor. Kor in ladja od zunaj tvorita enoto. Zahodni stolp se je začel graditi okoli 1441. Delo je moralo biti prekinjeno do 1508. Verjetno je bil zaključen 1515 - takrat s koničastim gotskim zaključkom.
Kot »mojster graditelj« je zapisan Arnold Rype, ki je bil takrat župan Heidelberga. Kot arhitekt je znan Hans Marx, ki je delal do leta 1426 in Jörg, ki je bil odgovoren leta 1439. Oba sta verjetno nadzirala delo na ladji. Pod Fridrikom dem Siegreichenom, je znani specialist za zvonike, Nicklaus Eseler iz Mainza, verjetno opravil glavnino dela na stolpu cerkve Svetega Duha, toda končana je bila šele v zaključnih fazah gradnje pod Lorenzom Lechlerjem.
22. maja 1693 je bila cerkev med devetletno vojno hudo poškodovana. Francoski vojaki so jo vanjo zaprli ljudi in jo zažgali. Šele, ko so se že podrli zvoniki, gredi in deli obokov, so na zahtevo mladega reformiranega pastorja Johanna Daniela Schmidta odprli vrata. Med pobegom iz cerkve je bilo veliko ljudi poteptanih, druge so francoski vojaki, ki so ropali cerkev, zlorabljali.
V letih 1698-1700 je bila obnovljena streha, v takratni maniri. Streha je ena najzgodnejših še vedno v celoti ohranjenih mansardnih streh v Nemčiji. Leta 1709 je dobil zvonik baročno konico. Medtem pa so bile zgrajene tudi stranske kapele.
Od leta 1978 do leta 1985 je bila cerkev ponovno obnovljena.

## Opis

### Arhitektura
Značilnost zunanjosti cerkve Svetega Duha je gotovo monumentalnost arhitekturne in podrobnosti. Na severni strani prezbiterija je zakristija z naslikano Marijo na severovzhodnem vogalu kot edini okras. Slika je iz poznega srednjega veka in je bila obnovljena v 19. stoletju in v letu 1987.
Iz tega obdobja so trije naknadno izdelani portali na severni in južni strani. V srednjem portalu na severni strani je grb volilnega kneza Johanna Wilhelma in njegove žene Anne Marie Luise de'Medici. V tem obdobju je bila cerkev popravljena. Baročni glavni portal je bil narejen leta 1967. Na severni strani ob ribji tržnici, je majhen z ribo okrašen vodnjak. Kljukica označuje nivo visoke vode leta 1784.
Tipične za cerkev Svetega Duha so majhne prodajalne, vstavljene med opornike. Medtem ko so bile včasih cvetličarna, čevljar in pek, so danes predvsem spominske stojnice in manjše knjigarne. Na južni strani je v zidu prikazanih simbolov: presta in hlebec. Ti simboli so iz 15. stoletja in kažejo pravo velikost, tako da bi lahko kupci preverili ali so preste in kruh, ki jih peki prodajajo ustrezne velikosti.

### Notranjost
Notranjost cerkve Svetega Duha je ena od najbolj impresivnih pozno-gotskih cerkvenih notranjost v južni Nemčiji. Značilna je razlika med difuzno svetlobo v ladji in sevalno svetlost prezbiterija. Ladja in prezbiterij sta ločena s slavolokom.
Prvotna bogata notranjost cerkve z veličastnimi oltarji, svetimi podobami, krstilnikom in orglami je bila med dvema ikonoklazmoma in pod Otto Heinrich Friderikom III. odstranjena in uničena, kar je nenadomestljiva izguba za umetnost. Današnja pusta notranjost zato ne ustreza prvotnemu stanju.

### Slike in sklepniki
Na stropu glavne in stranskih ladij so listi in barvni sklepniki. Slika iz 15. stoletja, v obokanem stropu ladje predstavlja koncert angelov: osem angelov z različnimi glasbenimi instrumenti. Med obnovo leta 1950, je heidelberški slikar Harry MacLean dodal fagot kot opozorilo o prisotnosti angela. V notranjem koru so našli sklepnik s cesarskim orlom in drugimi Palatinskimi grbi. Sklepnik v nekdanji Marijini kapeli v zadnjem oboku južnega hodnika je obdan s sliko iz 15. stoletja. Od leta 1950 je Harry MacLean popravil stanje, ki prikazuje tri može v ognjeni peči.
Na zahodni steni južno od kornega hodnika se nahaja iz poznega 15. stoletja in leta 1936 spet popravljen, friz grbov z grbi Kraichgauerjev, Oderwälderjev - (skupnosti viteških plemiških družin) in cesarskih vitezov Porenja. Levo zgoraj je Sv. Jurij kot zavetnik vitezov, ki kleči pred Marijinem prestolom. Razporejeni v štirih vrstah, niso vsi grbi čitljivi. Med bolj berljivimi so grbi Helmstatt, Neipperg, Gemmingen Venningen, Sickingen Landschad von Steinach, Hirschhorn, Rodenstein, Rosenberg, Handschuhsheim, Mentzingen, Erlickheim, Rüdt von Collenberg, Adelsheim in Stettenberg. Z izjemo Stettenberg so vse družine v družbi z osli.

### Oprema
Od bogatega baročnega okrasja prej katoliškega kora, je ostala samo prižnica iz 1731, ki so jo lahko, zaradi njene dimenzije, namestili le ob okrogel steber kora Svetega Duha. V koru so našli epitaf v izgnanstvu umrlega francoskega generala Joseph Palamede de Forbin-Janson (1726-1809), deda škofa Charles-Auguste-Marie-Joseph de Forbin-Jansona (1785-1844), ustanovitelja papeške otroške dobrodelne ustanove.
Nekdanja neogotska prižnica v ladji je bila odstranjena po letu 1945. Oltar iz leta 1949 in krstilnik iz leta 1967 so, kot tudi timpanon nad zahodnimi vrati, delo heidelberškega kiparja Edzarda Hobbinga.

### Kraljevi grobovi
Glede na funkcijo grobnice volilnih knezov je bilo v koru cerkve Svetega Duha skupno 54 krst in sarkofagov iz obdobja 1410-1685. Še posebej čudovita je renesančna grobnica Ottoheinricha, narejena že v času njegovega življenja - zaradi liberalnih ženskih figur je bila pregrešna, tako da jo je Ottoheinrich pokrival s krpami. Tudi grobnici Ludvika VI. in Friderika IV. sta dovršeno oblikovani in reprezentativni. Karl Ludvik in Karel II. sta bila pokopana v preprostih krstah.
V devetletni vojni so bili skoraj vsi grobovi požgani in izropani. Le grobna plošča volilnega kneza Ruperta III. oziroma Ruperta I., nemškega kralja in njegove žene Elizabete Hohenzollern, so ostale. Predstavlja pomembno kiparsko delo, narejeno v visoko gotskem slogu. Obrazi so idealizirani, kralj je prikazan z žezlom, krono in obkrožen kot znak njegovega dostojanstva. Suho telo je zavito v težka in bogata oblačila, prepredena z gubami. Obrazi so bili leta 1693 poškodovani in kasneje popravljeni. Ob nogah kralja leži lev kot simbol moči, ob vznožju kraljice pa pes kot znak zvestobe. V tem času je bila grobna plošča na steni pregrade, od leta 1936 je na sedanji lokaciji.
Na južnem hodniku je še nekaj grobnih plošč volilnih mentorjev in profesorjev univerze iz 15. stoletja, z jasnimi sledovi ognja iz leta 1693.

### Vitraji
Srednjeveški vitraji so bili v požaru leta 1693 uničena. Kasneje so nameščena okna počila v pišu, ki je bil ustvarjen v času rušenja starega mostu marca 1945. Zato so vsi sedanji vitraji iz obdobja po drugi svetovni vojni.
Najzahodnejša steklena okna v južni ladji so bila zgrajena leta 1984. Od oken, ki naj bi odražala odnos sodobnega sveta in znanosti, je bilo samo okno fizike realizirano. To kaže, med drugim, slavno Einsteinovo enačbo E = mc2 in datum, ko je bila vržena atomska bomba na Hirošimo. Pet oken v severni ladji je iz let 1999 - 2001, avtorica Hella Santarossa. Okensko steklo na zahodni galeriji je od Gottfrieda von Stockhausena iz leta 1967 in prikazuje jagnje na knjigi s sedmimi pečati Razodetja. Najlepši pogled nanj je le v večernem soncu.

## Glasba v cerkvi Svetega Duha
Na orglah v cerkvi Svetega Duha je igral leta 1763 Wolfgang Amadeus Mozart, leta 1837 Felix Mendelssohn Bartholdy in v letih 1929, 1932, 1949 Albert Schweitzer.
V katoliškem koru se je od leta 1705 izvajala zahtevna cerkvena glasba z zborom in orkestrom. V cerkvi so v tistem času delali sodobni skladatelji, kot sta bila Giovanni Battista Pergolesi in Johann Christian Bach. Leta 1801 je bila cerkvena glasba prilagojena stroškovnih možnostim.
Od 1783-1793 je kot učitelj in organist delal Pixis. Njegovo polno ime in datumi iz njegovega življenja niso znani.
Kot največja cerkev v Heidelbergu, je imela pomembno vlogo pri igranju cerkvene glasbe. Poleg glasbe ob cerkveni službi, so glasbeni dogodki potekali okoli univerze in reformacijskih obletnic. Že od 19. stoletja so potekali orgelski in zborovski koncerti. Leta 1950 je Bruno Penzien ustanovil Heidelberški študentski zbor, ki ima svoje koncerte v cerkvi Svetega Duha.
V decembru 1954 so igrali Berlinski filharmoniki pod taktirko Eugena Jochuma za pogrebom Wilhelma Furtwänglerja.
Od leta 1970 do 1998 je delal Peter Schumann kot kantor in organist. Poseben poudarek je dal avantgardni in eksperimentalni glasbi. Njegov naslednik Christoph Andreas Schäfer je še večji poudarek dajal jazzu, rocku in popu.
Leta 1972 je Werner Pieper organiziral rock koncert s skupino Quintessence iz Anglije, kjer se je z velikim navdušenjem srečal s študenti in tako imenovanimi hipiji. V konservativnih cerkvenih krogih so bili do tega dogodka bolj kritični.

### Orgle
V cerkvi Svetega Duha je bilo od ustanovitve vsaj 13 orgel. Zaradi spreminjajoče zgodovine cerkve so bile na različnih krajih: na južni galeriji, zahodni galerija (romantične Sauer orgle 1901-1938), v koru in v nekdanji delilni steni med ladjo in prezbiterijem. Slednje so bile pripravljene za igranje na obeh straneh. 
Današnje glavne orgle, ki so v pevskem koru in so bile zgrajene v letih 1980-1993 kot Opus 2354, ki jih je izdelala družba Steinmeyer & Co iz Oettingen. Instrument ima 61 registrov na treh manualih in pedal in dve cimbelsterne. 

## Zvonovi
Po opustošenju Heidelberga leta 1693 je cerkev Svetega Duha dobila baročni zvonik in s štiri različne ulite zvonove. Nejasni toni še vedno puščajo dilemo, da j izdelovalec hotel doseči veliko triado; drugi največji zvon je previsok, tako da povzroča štiri tonsko zvonjenje. Edini popolni zgodovinski zvonovi v Heidelbergu se nahajajo v originalnem lesenem zvoniku iz leta 1739. Spet najdeni zvon iz leta 1712 visi v strešnem svetlobniku nad ladjo.
| Št. | Ime           | Nominal (HT-1/16) | premer (cm) | Višina (cm) | izdelovalec                                           | leto izdelave |
| --- | ------------- | ----------------- | ----------- | ----------- | ----------------------------------------------------- | ------------- |
| 1   | Kristus       | cis1 −2           | 144         | 108         | Heinrich Ludwig Gosman & Christoph Zimmermann, Landau | 1738          |
| 2   | Marija        | eis1 −10          | 118,5       | 91          | Heinrich Ludwig Gosman & Christoph Zimmermann, Landau | 1738          |
| 3   | Sveta Trojica | a1 −6             | 93          | 73,5        | Heinrich Ludwig Gosman & Christoph Zimmermann, Landau | 1738          |
| 4   | Brezmadežna   | cis2 −3           | 71          | 57          | Heinrich Ludwig Gosman & Christoph Zimmermann, Landau | 1738          |